# مراعي الفردوس (رواية)
مراعي الفردوس رواية للكاتب الأمريكي جون شتاينبك، الحائز على جائزة نوبل في الأدب سنة 1962، نشر هذا الكتاب سنة 1932. وهي روايته الثانية بعد رواية تاريخية اسمها (كأس من ذهب)، ترجمت الرواية إلى العربية ضمن سلسلة روايات جائزة نوبل بتاريخ 1998 عن الدار المصرية اللبنانية، ترجمتها خديجة خطاب. مذهلة رغم كآبتها، مدهشة رغم غرابة أطوار شخوصها، هي ثرثرة تصف مجتمع المزارعين في جنوب كاليفورنيا.

## نبذة عن الرواية
مراعي الفردوس هو عمل يتألف من سلسلة من القصص القصيرة المترابطة، تدور أحداثها في وادٍ خلاب، وسط ريف كاليفورنيا. يربط بين القصص مكان واحد وشخصيات تتقاطع مصائرها، وعلى رأسها عائلة مونرو التي تستقر في مزرعة يُعتقد أنها ملعونة. كما يطرح هذا العمل موضوعات ستتكرر في كتاباته اللاحقة، مثل العلاقة بالريف، والانهيارات النفسية، والظلم الاجتماعي، واضطهاد السكان الأصليين
ولأن “جون شتاينبك” كان يبحث عن فردوسه الخاص في حياته الشخصية، فنجد أبطاله يبحثون مثله عن الفردوس المنشود، ويعانون –مثله- ولا يصلون في نهاية الأمر لشيء. وبالرغم من ذلك، فإنه لا يقر باستحالة وجود هذا الفردوس، ويُحمّل فقدانه أو عدم الوصول إليه إلى أفعال البشر ودواخلهم القاتمة الجشعة. فينهي هذه المتتالية القصصية بوصول مجموعة من السيّاح التابعين للكنيسة إلى مراعي الفردوس، فيأسر المشهد ألبابهم ويبدأون في وضع خطط الإقامة للعيش في فردوسهم المنشود الذي سبق وفتن الجندي الإسباني قبل قرون مضت.

## شخضيات الرواية
تزخر الرواية بمحموعة من الشخصيات متفاوتة التأثير والغرابة، تمثّل أطيافًا متعددة من التجارب الإنسانية والاجتماعية، تزيد على تسع وعشرين شخصية عددها وحدد لكل منها ما تتميز به من سلوكات وتناقضات أحد المواقع ويمكن اعتبار كل من المكان ومفهوم اللعنة قوة فاعلة في التأثير على الأحداث. ومن بين هذه الشخصيات الباررزة:
- مس مورغان: معلمة مدرسة القرية الوحيدة. وهي شخصية حالمة تعيش على هامش الواقع، تنسج عالمها من القصص الخرافية عن الجنيات والحوريات التي تسردها لتلاميذها بشغف طفولي. تسعى، مثل كثير من البشر، إلى ترك أثر يدل على وجودها، وتعكس تأملاتها رؤية فلسفية عن معنى الحياة والهوية، فتقول: "ربما شككنا في وجودنا، ولذلك فإننا نحاول جاهدين أن نثبت أننا نعيش في الواقع". تجسّد هذه الشخصية النزعة الإنسانية العميقة إلى الخلود الرمزي عبر الأثر، في مقابل هشاشة الواقع.
- هيلين ديفنتر: أرملة قوية ذات ماض مأساوي وسلوك غامض، فقدت والديها، وترمّلت بعد ثلاثة أشهر من زواجها من صياد، ثم أنجبت منه طفلة تعاني من اضطراب نفسي. تنتهي هذه السلسلة من الكوارث بجريمة قتل ترتكبها بحق ابنتها، في لحظة جنون تثير التوتر الأخلاقي لدى القارئ. يظهر تعقيدها النفسي في رفضها للشفقة، وإصرارها على الاحتمال، مما يجعلها شخصية تتأرجح بين القوة المخيفة والانهيار المكبوت.
- المجند الإسباني: هو أول من اكتشف الوادي، وأطلق عليه اسم "مراعي الفردوس". يرمز إلى الوعد الخالد بالأمل، لكنه يصاب بالزهري ويموت دون تحقيق السكن في الفردوس.

- جورج باتل: المؤسس الأول في الوادي، يُجسّد الإرادة الصلبة والحلم الريفي الكادح الذي لم يُتوَّج بالنجاح، مما يجعل شخصيته رمزية للإخفاق الزراعي في مواجهة الطبيعة.
- جون باتل: ابنه، تجلّى فيه الهوس الديني، ومات بعضة أفعى، مما عزز أسطورة "لعنة" أرض المزرعة، في تمثيل رمزي للتصادم بين الإيمان والمصير.
- بيرت مونرو: المالك الجديد للمزرعة "الملعونة"، رمزيًا يجسد طموح الحالمين بالتغيير، لكن أثره السلبي غير المقصود على جيرانه يرمز إلى الجانب المظلم للطموح الفردي.

- ماي مونرو: ابنته، تحمل مزيجًا من البراءة والجاذبية غير الواعية، وتُحدث آثارًا غير مقصودة، مما يجعلها رمزًا لتأثير البراءة المغرورة على الآخرين.
- تولاريسيتو: طفل متخلف عقليًا موهوب في الحفر، يظهر عنفًا عند المساس بإبداعه، ويُرسل إلى مصحة عقلية؛ ليُجسد الفجوة بين الفطرة النقية وقسوة المجتمع.
- جونياس مالتيبي وابنه روبي: يجسدان الصراع بين الحلم بالحرية الفكرية والواقع الاجتماعي، فبين كسل الأب وانكسار الطفل أمام وصم الفقر تتجلى رمزية الفشل في التمرد على الأعراف.

## رمزية الرواية
تجسّد رواية مراعي الفردوس لجون شتاينبك رمزية الحلم الأمريكي بوصفه وعدًا بـ"فردوس" سرعان ما يتحوّل إلى وهم وخيبة. فالوادي المسمّى "الفردوس" يبدو في البداية مكاناً مفعماً بالسكينة، لكنه يكشف تدريجيًا عن وجهه القاسي، وتمثل الأرض رمزًا للحلم الذي يخيب، كما يُضفي عليه الكاتب بعدًا أخلاقيًا عبر فكرة "اللعنة" المتمثلة في الذنب التاريخي تجاه السكان الأصليين. من ثم، يصبح الفردوس رمزًا للصراع بين الأمل والإحباط، بين الإنسان وفشله في تأسيس جنة على أرض مسكونة بتاريخ مؤلم وجهل ذاتي.

## الأسلوب
يستخدم شتانبيرك السرد الموضوعي ليمنح القارئ حرية الحكم على الشخصيات، كما يجعل من المكان عنصراً حياً يشارك في مصائر الناس، لا مجرد خلفية للأحداث.
"مراعي الفردوس" تلتزم المزيد من الدقة والصرامة في محاولة تصوير كيف يتصرف الناس العاديون وكيف يتحدثون، فهي تقدم لأول مرة روح الفكاهة والسخرية التي ازدهرت في كتابات المؤلف فيما بعد.
يعالج شتاينبك في هذا العمل تقليدين أدبيين مهمين: الطبيعية الأمريكية، التي تُركّز على الصراع بين الغرائز الطبيعية ومتطلبات التكيّف مع معايير المجتمع، وسلسلة القصص القصيرة، التي ترتبط فيما بينها بمكان أو شخصيات مشتركة. وتدور هذه الحكاية في قلب ما يُعرف بـ"أرض شتاينبك"، أي الوديان الخصبة في كاليفورنيا.